# Storia del tumore alla mammella

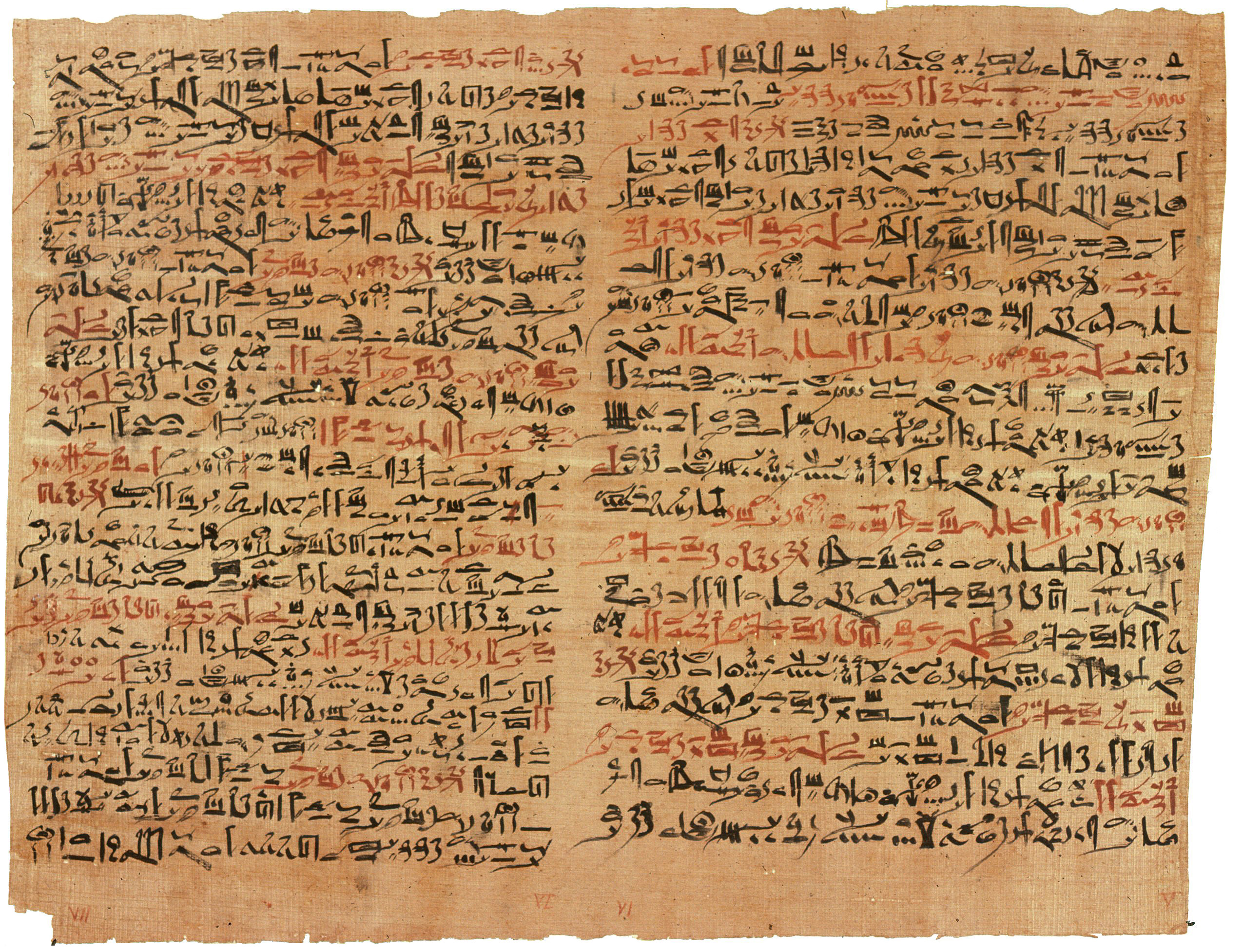
Papiro Edwin Smith

La storia del tumore alla mammella parte dall'antichità. Il carcinoma mammario è senz'altro, tra le forme tumorali, quella descritta più anticamente nell'uomo. Sebbene non venisse ancora utilizzato il termine "cancro", pare che sia stato scoperto in Egitto intorno al 1600 a.C.; il celebre Papiro Edwin Smith descrive otto casi di tumori o ulcere della mammella che venivano trattate mediante cauterizzazione.
Per secoli, i medici hanno descritto casi simili nella loro pratica con la conclusione che non vi fosse trattamento alcuno in grado di guarire da tale malattia. Solo nel XVII secolo fu stabilito un legame tra il carcinoma mammario e i linfonodi dell'ascella. Il chirurgo francese Jean Louis Petit (1674-1750) e quello scozzese Benjamin Bell (1749-1806) furono i primi a rimuovere i linfonodi, il tessuto mammario e la parete muscolare.
Ciò portò successivamente al primo intervento chirurgico di mastectomia, eseguito nel 1882 da William Stewart Halsted; la "mastectomia radicale secondo Halsted" divenne così un metodo chirurgico molto conosciuto ed in voga almeno sino agli anni settanta del ventesimo secolo.
Un esatto concetto della storia naturale del carcinoma mammario non trattato è essenziale per la comprensione delle variazioni del decorso della malattia ed anche per la corretta valutazione del valore dei differenti metodi di trattamento. Nel tentativo di trovare spiegazioni delle grandi variazioni che si verificano nel decorso del carcinoma mammario, sono stati presi in considerazione numerosi fattori per definire i cosiddetti gradi di malignità. Verso la fine del XIX secolo Hansemann, nella sua monografia, espresse per primo l'idea che è possibile tracciare una scala rappresentante il grado di anaplasia, ossia la misura con cui la morfologia del tumore si diversifica da quelle delle cellule madri dalle quali ha origine. Egli avanzò l'ipotesi che il grado di malignità di un tumore, denunciato dalla tendenza a metastatizzare, può essere correlato con tale grado di anaplasia. Importanti contributi alla definizione istologica dei gradi di malignità del tumore carcinoma mammario si devono ai patologi del Middlesex Hospital. Nel 1928, infatti, Patey e Scarff classificarono una serie di 73 carcinomi mammari secondo diversi gradi di malignità, usando quali criteri distintivi le caratteristiche degli elementi epiteliali del tumore come erano state enunciate in precedenza da Greenought. Incoraggiati dai risultati, Scaraff e Handley, nel 1939, classificarono secondo i gradi di malignità una serie di 172 pazienti, di cui disponevano di controlli a distanza di 10 anni dalla mastectomia medicale. I gradi di malignità vennero, dunque, trattati sulla base dei sintomi e della casistica e ridotti infine, a tre: ben differenziato, moderatamente differenziato, indifferenziato. 
Riguardo, poi, all'ipotesi che il carcinoma mammario possa guarire spontaneamente, nessun medico fu in grado di spiegarne il motivo. Si ricorda, attraverso le parole di Samuel Cooper che: ”Easton di Dublino aveva segnalato il fatto di una signora che, rovesciata da un fulmine senza esserne gravemente lesa, vide scomparire poco tempo dopo uno scirro che da qualche tempo esistevale nel seno, e che nessun rimedio aveva potuto far risolverle. Fin da allora si ebbe più volte ricorso alla “elettricità” nella speranza di ottenere un simile risultato; ma questi tentativi non sono stati coronati da successo durevole. In quanto, poi, al fatto d'Easton, si è creduto di poterlo spiegare per mezzo dell'emozione che provò la malata, e non già per la particolare e diretta azione di elettricità.”

## Descrizioni delle prime varietà tumorali
Le prime descrizioni patologiche si riferiscono soprattutto agli aspetti macroscopici, in particolare, del carcinoma ne vengono descritte diverse varietà. L'aspetto macroscopico più tipico dello scirro fu delineato da Sir James Paget, che descrisse con estrema solerzia le differenze di sorta.
Un'accurata descrizione, invece, delle caratteristiche del cancro atrofico viene effettuata da Gioacchino Antonio Fabris: “fu chiamato cancro atrofico una forma di cancro la quale, quando prende la mammella, si sfigura per modo, da non poter, a dir vero, non fare una profondissima impressione nella mente di chi lo vide una volta; imperciocché in luogo di presentarsi la mammella qual tumore, vedesi tutta la regione mammaria così appianata e liscia, da poter far credere ai non avvisati, che la mammella stessa sia totalmente estirpata, ed in suo luogo non vi sia che una vasta cicatrice intimamente aderente alle parti sottoposte”.
Per quanto riguarda il cancro encefaloidale o “cancro fungoso”, ritiene che si formi in seguito allo stravaso di materiale ematico, che successivamente si organizza in una massa relativamente molle e a crescita più rapida dello scirro.
Il carcinoma fibroplastico, infine, comprende i cancri corroidi e colloidi. Nel periodo in cui opera Velpeau, circa la metà del XIX secolo, la diagnosi microscopica comincia allora i suoi primi passi. Uno dei primi quesiti che si pone riguarda la specificità delle cellule tumorali, ossia se in queste è possibile riconoscere elementi chiaramente differenziabili da quelli dei tessuti normali. I patologi tedeschi Muller, Virchow e Vogel, sostengono che nel cancro non vi sono elementi cellulari patognomonici, ma che tutti tessuti si sviluppano da cellule primordiali, anche se poi queste manifestano successivamente una grande varietà morfologica. Se ne deduce quindi che non è possibile effettuare una diagnosi di cancro solo sull'aspetto delle singole cellule, ma solamente sull'insieme di un grande numero di esse.
Una classificazione delle diverse varietà tumorali ha sempre incontrato numerose difficoltà non solo per la diversa enfasi data alle caratteristiche dei vari tumori, ma anche per la grande varietà di denominazione adottate nei diversi Paesi. Il primo a decretare quattro nomi che potessero favorire lo scambio di idee fra gli studiosi fu Billroth denominandoli:
- Nodulo carcinomatoso in parte molle in parte duro
- Infiltrazione carcinomatosa
- Carcinoma atrofico o cicatriziale
- Carcinoma colloide.

Di queste Billroth ne diede una descrizione dettagliata tanto a livello macroscopico quanto a livello microscopico. Egli, inoltre, si dimostrò capace di correlare il comportamento clinico con il tipo istologico del tumore ed attuò una specie di classificazione basata sulla maggiore o minore aggressività biologica. Non ha ancora, tuttavia, un'idea sulle cause tumorali.

## I primi trattamenti chirurgici nella storia della patologia al seno

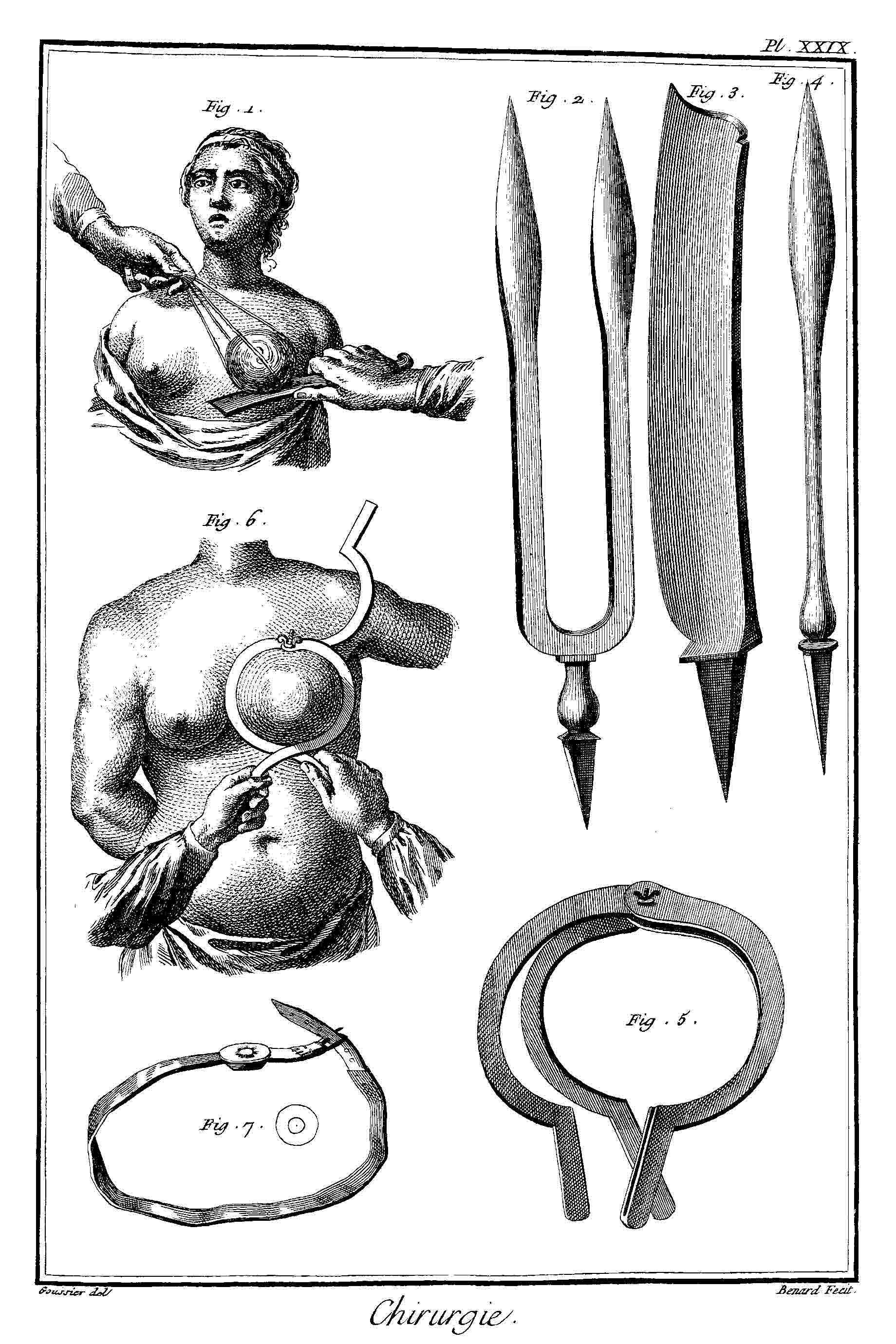
Chirurgia del tumore alla mammella nel XVIII secolo.

Le fasi che caratterizzano l'evoluzione del trattamento chirurgico dei tumori sulla mammella sono quattro:
- Impiego della chirurgia esclusivamente locale, ossia primordi del trattamento chirurgico;
- Primi tentativi di una chirurgia loco-regionale, ossia i prodromi della chirurgia radicale.
- Sviluppo delle basi intellettuali e delle applicazioni pratiche della chirurgia radicale;
- Trattamento chirurgico nell'ambito di una strategia terapeutica più complessa.

Nella protostoria riferimenti alle patologie tumorali si ritrovano costantemente ed è per questo motivo che si ipotizza la presenza, già allora, di un primo approccio con la chirurgia mammaria. Erodoto ad esempio, riferisce che gli Sciti effettuavano l'asportazione della mammella alle loro prigioniere, e sembra che in India la mastectomia fosse una forma di punizione riservata alle adultere. 
I migliori chirurghi dell'antichità sono probabilmente quelli della Scuola di Alessandria. Risulta che fossero accurati e che si servissero di strumenti sofisticati. In particolare veniva effettuata una legatura dei grossi vasi e sembra che siano stati effettuati anche degli interventi sull'addome. 
Una prima descrizione dell'intervento chirurgico ci viene da Galeno, il quale descrive la pratica della mastectomia come l'effettuazione di un cerchio nella regione dove i tessuti sono ancora sani. 
La prima descrizione tecnica, però, ci viene fornita da Ezio di Amida, il quale espone il metodo di due medici dell'epoca basato sul ”tagliare e cauterizzare”.
La chirurgia araba e quella della scuola Salernitana, rappresentano il tratto d'unione con la chirurgia del secondo medioevo definita come “chirurgia universitaria” poiché studiata e applicata all'interno delle università. Del cancro alla mammella parlano tutti i chirurghi medievali e tutti hanno gli stessi concetti e gli stessi atteggiamenti terapeutici, salvo preferenze personali, e pertanto, le osservazioni originali sono davvero poche.
Abbastanza curiosa quanto cruenta la tecnica di mastectomia effettuata da Johann Scultetus: per favorirne l'amputazione, la mammella viene dapprima trafitta e trazionata da una corda. Non meno cruenti comunque, appaiono gli strumenti impiegati da Govert Bidloo, che traziona la mammella dopo averla infilzata con un forchettone o con uno spadino. Un metodo sbrigativo è quello impiegato da Tabor che impiega una specie di ghigliottina capace di amputare la mammella in pochi secondi. Interventi abbastanza crudeli, ma nulla di strano se si pensa che lo stesso Scultetus descrive un originale maniera di incidere gli ascessi mammari ad insaputa della paziente se essa non fosse stata consenziente. Il chirurgo indossa un anello speciale capace di far scattare al momento opportuno una piccola lama contenuta al suo interno; quindi dapprima accarezza con non curanza la mammella, e poi improvvisamente mette in azione l'originale meccanismo, detto l'anello d'oro.
Un nome importante per la chirurgia del 700 è Angelo Nannoni che si dichiara nettamente a favore del trattamento chirurgico di cui ne delinea le tecniche. Egli inoltre fu uno dei primi a comprendere che vi era una reale possibilità che il tumore si diffondesse attraverso i vasi e raggiungesse parti anche molto distanti fra loro.

## La nascita della strategia terapeutica
Nel 1948 Patey e Dyson pubblicano i risultati di 46 mastectomie operate con un nuovo metodo: 
- Ampia escissione della pelle così da rendersi talora necessario l'impiego di un trapianto cutaneo;
- Conservazione del grande pettorale;
- Dissezione ampia dell'ascella sollevando in alto il braccio in maniera da rilasciare il grande pettorale
- Conservazione del nervo pettorale laterale, il principale nervo trofico del grande pettorale.

Questo intervento, così strutturato, rovescia le basi concettuali sulla diffusione del tumore e le sue possibilità di recidiva, ma soprattutto scardina il concetto secondo il quale la cute rivestiva un ruolo importante nella formazione del carcinoma. Inizialmente tale intervento e tali principi stentarono ad essere accettati. 
Come già avvenuto in precedenza, negli anni a seguire, si verificarono episodi alterni dominati dal pessimismo, in cui saltuarie intuizioni risultarono avventate, alcune teorie chiaramente infondate.
A partire dagli anni cinquanta ci si accorge anche che si sono progressivamente modificati:
- I concetti di storia naturale, che rappresentano la conoscenza operativa delle decisioni terapeutiche.
- Le pazienti da curare, che presentano una malattia generalmente più iniziale, data la diffusione delle tecniche diagnostiche, dell'educazione sanitarie e successivamente della pratica dell'autoesame;
- L'atteggiamento delle donne dinanzi alla mutilazione chirurgica, date le maggiori esigenze estetiche e relazionali in una società sempre più evoluta.

I risultati terapeutici dipendono quindi da molteplici fattori e non solo dall'intervento chirurgico, e si può genericamente affermare che le nuove conoscenze definiscono due gruppi di tumori:
- Quelli ad evoluzione loco-regionale e con scarsa tendenza alla meta statizzazione a distanza, in cui un trattamento locale adeguato, non necessariamente demolitivo, risulta curativo;
- Quelli ad evoluzione sistemica con frequente e precoce metastatizzazione a distanza, in cui qualunque trattamento locale, per quanto esteso, risulta palliativo.

Da alcuni anni gli elementi passionali si sono progressivamente sedati e si è cominciata a delineare la logica della strategia terapeutica che, partendo da alcune considerazioni derivate dall'esperienze del passato, cerca di coordinar la successione di trattamenti onde ottenere il massimo dei risultati con il minimo degli esiti invalidati. In realtà la conoscenza delle caratteristiche biologiche del tumore e delle correlazioni immunologiche ed ormonali è ancora oggi relativa per cui è difficile stabilire i meriti ed i limiti delle singole forme di terapia. Per quanto riguarda gli interventi che conservano parte della mammella, definiti parziali, o più impropriamente, conservativi, i primi studi clinici controllati sono cominciati all'incirca negli anni sessanta.

### Il processo operatorio
La preparazione della malata prima di un'operazione comprende molti giorni di dieta per purgare l'organismo dall'umore peccante. Dieta, ripetute purgazioni e tenore di vita adatto sono considerati importanti innanzitutto per aggiungere possibilità curative alla malattia tumorale, ritenuta dovuta ad un ristagno di umori melanconici, secondo i principi di Galeno. 
Secondo Galeno il collasso dopo un'operazione è dovuto al raffreddamento del cuore quando i vasi non vi apportano abbastanza quantità di calore naturale e di spiriti vitali. Importante era la preparazione non solo fisica ma anche spirituale sia della paziente che del chirurgo. 
Circa la posizione della malata, ella si doveva mettere, secondo Sckenck, seduta o sdraiata su uno sgabello, mentre due uomini le erano al fianco afferrandole saldamente le braccia. Molta importanza veniva data al bendaggio post operatorio che garantiva un certo controllo dell'emostasi. 
Del decorso post operatorio si narra poco e prevalentemente comprende le modalità di bendaggio. 
Una delle complicazioni più frequenti è però rappresentata dall'emorragia. per prevenirla si pensava che la paziente dovesse giacere distesa e che i suoi pasti dovessero comprendere solo cibi freddi e umidi. 
La ferita, inoltre, veniva compressa con strette fasce contenenti molti ingredienti per bloccare il sangue.

### Prevenzione delle infezioni post operatorie
Prima dell'era dell'asepsi, l'infezione della ferita operatoria era quasi la regola di tutti i grandi interventi chirurgici e causa di morte in quasi un terzo delle pazienti. 
Inizialmente per fini preventivi su usava in maniera preponderante la cauterizzazione. Nel 1537 Ambroise Parè, mentre medica i feriti sul campo di battaglia, si trova sprovvisto di olio bollente ed è pertanto costretto a sospendere la cauterizzazione delle ferite. I successi da lui ottenuti nelle ferite non trattate con olio bollente, ma con semplici medicazioni protettive, lo inducono in seguito a combattere la cauterizzazione e ad indicarla ai chirurghi quale intervento inutile e dannoso. 
Una delle cause della formazione di infezioni era determinata dall'utilizzo di tavoli operatori non igienizzati dove venivano effettuati, anche lo stesso giorno delle operazioni, dissezioni a scopo didattico su cadaveri. Inoltre, molte medicazioni erano effettuate con garze non disinfettate. Le operazioni venivano eseguite con la massima celerità e i chirurghi più esperti erano soliti indossare la casacca sporca come simbolo della loro esperienza. La rapidità dell'intervento era la causa di molti inconvenienti. Frequenti erano le emorragie secondario perché, nella fretta veniva legato solo qualche grosso vaso e nessuno dei minori. Le ferite che sanguinavano durante le ferite, venivano pulite con spugne risciacquate con acqua fredda fra un'operazione e l'altra. Il decorso post operatorio era per lo più complicato da suppurazioni di lunga durata; per un'amputazione della mammella la durata media del decorso si aggirava sui tre mesi se non di più. Gli inconvenienti maggiormente temuti non erano le suppurazioni delle ferite e nemmeno l'odore cadaverico che infestava le corsie, ma erano le malattie dell'ospedale. 
Solo grazie a Lister si ha una radicale svolta nella storia della chirurgia.

## Trattamenti non chirurgici al seno
Nel determinare le cause e stabilire i trattamenti del cancro si diede libero corso all'immaginazione con risultati estremamente stravaganti sebbene Ippocrate asserisse che in tutti gli uomini vi è un cancro nascosto che è meglio non curare. L'insegnamento ippocratico e galenico, scettico ma non del tutto avverso a cure palliative, viene ripreso dagli Arabi che usano per lo più trattamenti con sostanze caustiche. Parè asseriva che fosse cosa saggia operare il cancro solo se esso si presentava di piccole dimensioni e risiedeva in zone di facile amputazione, in caso contrario sarebbe stato meglio desistere. Ugualmente Heister nel 1720 non confida molto nei risultati del trattamento chirurgico ed attua talora trattamenti palliativi. 
I metodi più strani vengono adoperati. Nel XVII secolo William Clowes, medico della regina Elisabetta, ricorreva nella cura del cancro all'esorcismo. In tempi successivi molti tentativi furono fatti attraverso la pratica dell'ipnotismo. 
Un rimedio popolare alla cura del cancro, sopravvissuto per molti secoli, è rappresentato dall'ingestione dei granchi bolliti nel latte di asina. Il procedimento che si basa sull'antica dottrina dei simboli, sopravvive ancora nella cura della stessa malattia. (granchio=cancer=tumore)
L'atteggiamento sfavorevole verso la chirurgia si protrasse ancora per molti anni sebbene i giudizi negativi non fossero condivisi da tutti i medici. 
Sono stati i caustici ad essere considerati i rimedi universali per il cancro fino a non pochi decenni or sono. L'arsenico è sempre stato il caustico più usato per quanto riguarda il tumore alla mammella. esso, infatti, veniva come il mezzo che senza alcun dubbio faceva guarire alcun e ulcere di cattivo aspetto della faccia, delle labbra, della lingua ed era uno dei rimedi palliativi migliori. 
L'arsenico e i suoi derivati ebbero di nuovo un eclatante successo nel 1897 quando Czerny e Trunececk comunicarono i loro risultati con una soluzione idroalcolica di arsenico, che resta in voga almeno per una trentina d'anni. 
Non si può tuttavia negare che il metodo caustico provochi dolori talvolta vivissimi: gli stessi chirurghi segnalavano nelle loro casistiche casi di donne decedute per i dolori prima che venisse osservato un effetto della terapia, e di altre che richiedevano disperatamente l'amputazione alla mammella per porre fine all'atroce supplizio. 
Una singolare cura è quella riferita da Morgagni. Egli racconta che Valsalva curò una sua paziente affetta da un voluminoso tumore alla mammella utilizzando un originale accorgimento:fasciò strettamente la base del tumore in modo che” gli orli del tumore privati del nutrimento morivano tutto intorno, e si potevano recidere circolarmente con le forbici senza dolore e senza spargimento di sangue, e la circonferenza della base sempre più scemava. Questo mezzo continuato per tempo lungo ridusse quell'enorme tumore a piccola mole ed infine fu amputato senza pericolo”
In seguito fu attuata la tecnica di compressione dei tumori che però spesso si rivelò dannosa perché effettuata in maniera inadeguata e irregolare che limitava i movimenti respiratori al torace. Non è sempre la massa ad essere compressa, ma talora sono anche i tessuti vicini a sopportare la pressione maggiore e questo porta a lesioni dolorose e talora anche a necrosi del tessuto. 
In seguito grazie agli studi di Récamier si studiò un nuovo metodo di compressione più dolce attraverso dischi di agarico che venivano intercalati fra i giri di fasce adattate alla regione che era sede del cancro. La pressione sulle garze veniva aumentata giornalmente e in maniera costante. 
Nel 1849 John Bennet nel suo trattato sulle produzioni cancerose e cancroidi, stabilisce le linee di trattamento del cancro con la refrigerazione. Successivamente Arnott utilizza la refrigerazione in un tumore del viso e in un tumore ulcerato molto voluminoso e ulcerato della mammella. 
Il trattamento dei tumori avveniva anche attraverso la pratica termo elettrochimica. La tecnica elettrica è molto semplice a descriversi, ma molto complessa nell'applicazione. La folgorazione deve essere prolungata, le scintille abbastanza forti, a grande frequenza e ad alta tensione, lanciate sulle parti scoperte dopo l'estirpazione del cancro e di tutti i residui sospetti; le scintille non debbono toccare la zona del cancro, bensì le parti sottostanti ad essa. 
La scoperta dei raggi X viene pubblicata nel 1895 e già l'anno seguente viene tentata l'applicazione delle nuove radiazioni nella cura dei tumori. Alla luce delle conoscenze attuali le dosi dei primi trattamenti radianti erano comunque inadeguate ed inoltre solamente dopo la prima guerra mondiale si hanno a disposizione apparecchi capaci di aggiungere i 170-200 kW
Per quanto riguarda l'impiego della radioterapia come trattamento complementare all'intervento chirurgico, oltre alle citate esperienze, dal 1908 William Simpson Handley comincia a sottoporre a radioterapia post-operatoria tutte le pazienti operate per un tumore alla mammella. nel 1927 il chirurgo parigino Robert Monod resta sorpreso nel constatare che le pazienti inoperabili e sottoposte a radioterapia diventano successivamente suscettibili di trattamento chirurgico. Alla fine degli anni trenta diviene disponibile la radioterapia ad alti voltaggi in grado di generare raggi X con un voltaggio superiore ad un milione di Volt. Secondo Robert McWhirter i principi per una corretta radioterapia sono: il corretto trattamento dei linfonodi sopraclaveari e dei linfonodi mammari interni in continuità con la parete toracica, qualità delle radiazioni di tipo dura, adeguato dosaggio nell'intera area trattata.

Per il trattamento del tumore alla mammella legato agli ormoni in cui le cellule presentano determinate caratteristiche (iperespressione di Erb2), esiste una possibilità di cura farmacologica, data dall'associazione dei farmaci lapanitib e letrozolo, per le donne in menopausa con metestasi, per le quali non si è considerata una terapia chemioterapica.